# Ewing (Kentucky)
Ewing è un comune degli Stati Uniti d'America, situato nello Stato del Kentucky, nella Contea di Fleming.